# Lars Gasberg
Lars Gasberg (født 11. marts 1967) er en dansk fodboldspiller. Han har tidligere spillet i AB, KB, Stenløse og Ølstykke FC,Hasle IF og spiller nu for SOIF (Slangerup & Omegns Idrætsforening).
Han var årets spiller i 1. division i 1993.